# Stora Tallholmen, Kimitoön
Stora Tallholmen är en ö i Finland. Den ligger i Skärgårdshavet och i kommunen Kimitoön i den ekonomiska regionen  Åboland i landskapet Egentliga Finland, i den sydvästra delen av landet. Ön ligger omkring 55 kilometer söder om Åbo och omkring 130 kilometer väster om Helsingfors.
Öns area är 5,5 hektar och dess största längd är 350 meter i sydväst-nordöstlig riktning. Ön höjer sig omkring 15 meter över havsytan.